# Feltham
Feltham es un barrio del municipio londinense de Hounslow. Se encuentra a unos 21 km (13,5 mi) al oeste de Charing Cross, Londres, Reino Unido. Según el censo de 2011 contaba con una población de 27104 habitantes.